# Igor Choulepov
Igor Iourievitch Choulepov (en russe : Игорь Юрьевич Шулепов) est un joueur russe de volley-ball né le 16 novembre 1972 à Sverdlovsk (oblast de Sverdlovsk, alors en URSS, aujourd'hui appelée Iekaterinbourg). Il mesure 2,03 m et joue réceptionneur-attaquant. Il totalise 157 sélections en équipe de Russie.

## Biographie
Il est récipiendaire de l'Ordre de l'Amitié depuis le 19 avril 2001.

## Clubs
| Club                               | De        | À         |
| ---------------------------------- | --------- | --------- |
| Lokomotiv-Izoumroud Iekaterinbourg | 1989-1990 | 1998-1999 |
| JT Thunders                        | 1999-2000 | 1999-2000 |
| Pallavolo Parme                    | 2000-2001 | 2001-2002 |
| Trentino Volley                    | 2002-2003 | 2003-2004 |
| Zenit Kazan                        | 2004-2005 | 2006-2007 |
| Gazprom-Iourga Sourgout            | 2007-2008 | 2010-2011 |
| Lokomotiv-Izoumroud Iekaterinbourg | 2011-2012 | 2011-2012 |
| Lokomotiv Novossibirsk             | 2012-2013 | 2012-2013 |
| Goubernia Nijni Novgorod           | 2013-2014 | ...       |

## Palmarès

### Club et équipe nationale
- Jeux olympiques
  - Finaliste : 2000
- Ligue mondiale
  - Finaliste : 2000
- Coupe du monde (1)
  - Vainqueur : 1999
- Championnat d'Europe
  - Finaliste : 1999
- Ligue des champions (1)
  - Vainqueur : 2013
- Coupe de la CEV
  - Finaliste : 2014
- Championnat de Russie (2)
  - Vainqueur : 1999, 2007
  - Finaliste : 1997, 1998
- Coupe de Russie (3)
  - Vainqueur : 1999, 2004, 2007
  - Finaliste : 1994

### Distinctions individuelles
- Meilleur joueur du championnat de Russie en 1996 et 1997